# Fuso orario di Kaliningrad
| Verde scuro | Fuso orario di Kaliningrad (UTC+2).    |
| Rosso       | Fuso orario di Mosca (UTC+3).          |
| Celeste     | Fuso orario di Samara (UTC+4).         |
| Giallo      | Fuso orario di Ekaterinburg (UTC+5).   |
| Ciano       | Fuso orario di Omsk (UTC+6).           |
| Pistacchio  | Fuso orario di Krasnojarsk (UTC+7).    |
| Viola       | Fuso orario di Irkutsk (UTC+8).        |
| Blu         | Fuso orario di Jakutsk (UTC+9).        |
| Verde       | Fuso orario di Vladivostok (UTC+10).   |
| Albicocca   | Fuso orario di Srednekolymsk (UTC+11). |
| Rosso scuro | Fuso orario della Kamčatka (UTC+12).   |

Il fuso orario di Kaliningrad (in russo калининградское время?, kaliningradskoe vremja; in inglese Kaliningrad Time; sigla USZ1) è il primo degli undici fusi orari in cui è ripartito il territorio della Federazione Russa dal 26 ottobre 2014, per effetto della legge federale del 3 giugno 2011 n. 107-F3 "Sul calcolo del tempo", così come modificata in data 21 luglio 2014.
Tale fuso orario corrisponde allo standard internazionale UTC+2 e si colloca un'ora in ritardo rispetto al fuso orario di Mosca (MSK-1). Prende nome dalla città di Kaliningrad e costituisce l'orario ufficiale dell'omonima oblast'.
Come tutti i fusi orari della Federazione Russa, il fuso di Kaliningrad non prevede il passaggio all'ora legale.

## Storia
Fino al 2011, l'ora di Kaliningrad era identica all' Eastern European Time (UTC+02:00; UTC+03:00 in caso di ora legale). Il 27 marzo 2011, la Russia introdusse un'ora legale permanente, per la quale gli orologi sarebbero rimasti per tutto l'anno sul tempo che era stato fissato per l'estate, rendendo l'ora di Kaliningrad permanentemente fissata a UTC+3. Il 26 ottobre 2014, questa legge fu abrogata, ma l'ora legale non fu reintrodotta, così che ora l'ora di  Kaliningrad è fissata in permanenza a UTC+2.

## Territori compresi nel fuso orario di Kaliningrad
- Distretto Federale Nordoccidentale:
  -  Oblast' di Kaliningrad